# Bothriomyrmex communistus
Bothriomyrmex communistus é uma espécie de inseto do gênero Bothriomyrmex, pertencente à família Formicidae.